# Michael Bacharach
Michael Bacharach (hebrejsky מיכאל בכרך‎) byl dajan (rabínský soudce) v Praze ve druhé polovině 18. století.

## Činnost
Bacharach byl účastníkem sporu mezi dajanem (předsedou soudu) Samuelem Landauem a rabínem Baruchem Jeittelesem o jmenování jeho a Ja'akova Gincburga, autora spisu Zera Ja'akov, soudci pražského rabínského soudu (bejt dinu). Konflikt však byl ukončen a spolupráce ve vedení pražské židovské obce byla obnovena.
Michael Bacharach byl autorem spisu Arugat bosem.